# Technics SL-1200

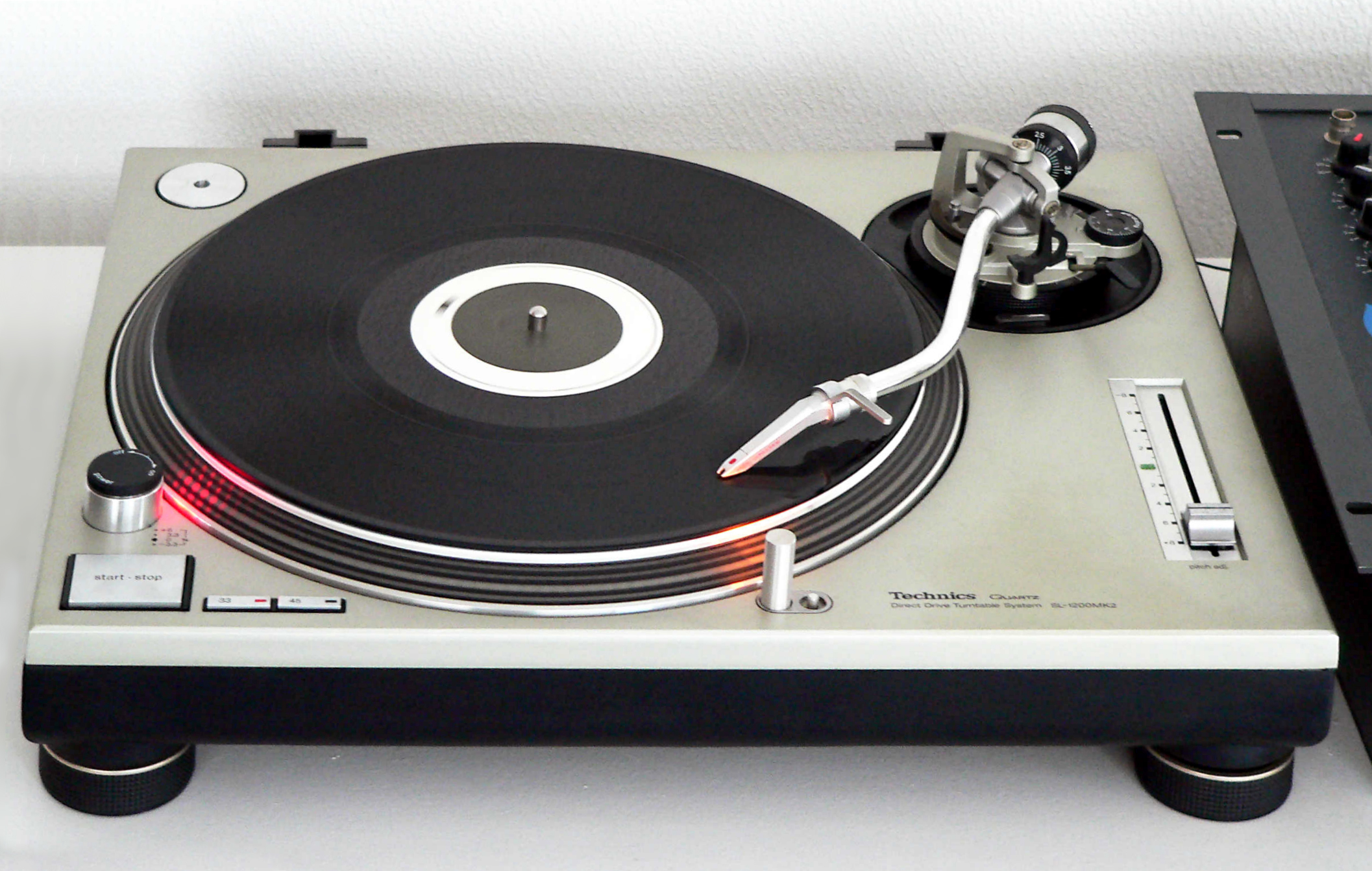
Technics SL-1200 MK2

Technics SL-1200 – seria gramofonów zaprezentowanych po raz pierwszy w październiku 1972 r. przez firmę Matsushita pod marką Technics.
Oryginalnie gramofon klasyfikowany był do sprzętu Hi-Fi, jednak szybko znalazło się użytek wśród DJ-ów zarówno radiowych, jak i klubowych. Kolejny, udoskonalomy model – MK2 wypuszczony w 1978 był często wykorzystywany przez DJ-ów i scratcherów.

## Dane techniczne
- Napęd bezpośredni
- Prędkość odtwarzania zmienna w zakresie ±8%
- Wysoki moment obrotowy (1,5 kg/cm²)
- Zniekształcenia: 0,01%
- Podstawa 12,5 kg w celu zredukowania drgań podłoża
- Wysoka żywotność urządzenia

## Modele
- SL-1200
- SL-1200MK2
- SL-1200MK2PK
- SL-1210MK2
- SL-1200MK3
- SL-1200M3D
- SL-1210M3D
- SL-1200MK4
- SL-1200MK5
- SL-1210MK5
- SL-1210M5G
- SL-1200MK6
- SL-1200MK7